# Церква святих Косми і Дам'яна (Шманьківці)
Церква святих Косми і Дам'яна в Шманьківцях — парафія і храм греко-католицької громади Пробіжнянського деканату Бучацької єпархії Української греко-католицької церкви в Шманьківцях Заводської селищної громади Чортківського району Тернопільської области.

## Історія церкви

Дзвіниця

Греко-католицьку громаду в Шманьківцях засновано задовго до побудови храму. Іншої парафії до 1946 року не було. За свідченнями старожилів, на місці дерев'яної церкви в 1895 році споруджено кам'яну, яка до 1946 року належала греко-католицькій громаді. Після Львівського псевдособору за пароха о. Миколи Стецика церква насильно переведена в російське православ'я і такою залишалася до 1990 року.
У 1990 році греко-католицька громада відродилася, але храм залишився в громади РПЦ, яка пізніше перейшла до УАПЦ, а нині належить до ПЦУ.
Греко-католицька громада спочатку проводила відправи в каплиці (збудована 1890). На почергові відправи інша громада не погодилася.
15 липня 2001 року споруджено і освячено новий храм.
У 2008 році збудовано дзвіницю.
6 липня 2015 року візитацію парафії здійснив владика Бучацької єпархії Димитрій Григорак, котрий освятив престол.
У 2019 році оновлено фасад храму.
До парафії належать 200 осіб. Парафія має у власности половину парафіяльного будинку.
При парафії діють: братство «Апостольство молитви», спільнота «Матері в молитві», вівтарна дружина, біблійні гуртки.

## Парохи
| Ім'я                   | Роки              | Віросповідання | Коротка довідка                                                             | Світлини |
| ---------------------- | ----------------- | -------------- | --------------------------------------------------------------------------- | -------- |
| о. Богдан Шкільницький | 1990~2000         | греко-католик  | нар. 1954, рукопокладений 1989, неодружений                                 |          |
| о. Тарас Сеньків       | 1990~2000         | греко-католик  | нар. 1960, рукопокладений 1982, нині єпарх стрийський (рукопокладений 2008) |          |
| о. Сергій Ліщинський   | ~ 2000—2004       | греко-католик  | нар. 1967, рукопокладений 1993, одружений                                   |          |
| о. Зіновій Пасічник    | з 11 вересня 2011 | греко-католик  | нар. 1959, рукопокладений 1985, одружений                                   |          |